# Zsombó
Zsombó is een plaats (község) en gemeente in het Hongaarse comitaat Csongrád. Zsombó telt 3331 inwoners (2002).